# Rudolph Bergh
Ludwig Sophus Rudolph Bergh (15 ottobre 1824 – 10 giugno 1909) è stato un medico e zoologo danese.
Medico, specialista in malattie sessualmente trasmesse, si dedicò attivamente alla malacologia, divenendo una autorità nello studio dei molluschi nudibranchi, di cui descrisse numerose specie.
Il genere Berghia è un omaggio al suo nome.

## Alcune opere
- Bergh, R. 1890. Reports on the results of dredging, under the supervision of Alexander Agassiz, in the Gulf of Mexico (1877–78) and in the Caribbean Sea (1879–80), by the U. S. Coast Survey Steamer "Blake," Lieut.-Commander C. D. Sigsbee, U. S. N., and Commander J. R. Bartlett, U. S. N., Commanding. XXXII.--Report on the nudibranchs. Bulletin of the Museum of Comparative Zoology 19(3): 155–181, 3 pls.
- Bergh, R. 1890. Malacologische Untersuchungen. Pp. 873–992, pls. 85–89 in C. Semper, ed. Reisen im Archipel de Philippinen (2)3(17). C. W. Kreidel's Verlag, Weisbaden.
- Bergh, R. 1894. Reports on the dredging operations off the west coast of Central America to the Galapagos, to the west coast of Mexico, and in the Gulf of California, in charge of Alexander Agassiz, carried on by the U. S. Fish Commission Streamer "Albatross," during 1891, Lieut. Commander Z. L. Tanner, U. S. N., commanding. XIII. Die Opisthobranchien. Bulletin of the Museum of Comparative Zoology 25(10): 125–233, pls. 1–12.

| Bergh è l'abbreviazione standard utilizzata per le specie animali descritte da Rudolph Bergh. Categoria:Taxa classificati da Rudolph Bergh |